# Stefan Schulz (Politiker)
Stefan Schulz (* 7. September 1957 in Hamburg) ist ein deutscher Verwaltungsjurist und Politiker (CDU). Er war Mitglied der Hamburgischen Bürgerschaft und von 2002 bis 2011 Staatsrat in verschiedenen Behörden, zuletzt in der Behörde für Inneres und Sport. Seit Juni 2012 ist er Präsident des Rechnungshofes der Freien und Hansestadt Hamburg.

## Leben und Beruf
Nach dem Abitur studierte Schulz von 1976 bis 1983 Rechtswissenschaften an den Universitäten Hamburg und Heidelberg. Zwischen 1983 und 1987 leistete er sein Referendariat ab und war zugleich als Wissenschaftlicher Mitarbeiter an der Universität tätig, wo er 1989 mit einer Dissertation über „Die historische Entwicklung des Rechts an Bienen“ zum Dr. jur. promoviert wurde.
1989/1990 war er Wissenschaftlicher Mitarbeiter der CDU-Bürgerschaftsfraktion und anschließend bis 1993 für den Bürgerschaftsabgeordneten Martin Willich. Von 1993 bis 2002 sowie 2011/12 war er als Rechtsanwalt tätig.
Schulz ist verheiratet und hat zwei Kinder.

## Politik
Schulz war Geschäftsführer und Vorsitzender des CDU-Kreisverbandes Hamburg-Wandsbek und von 1982 bis 1997 Abgeordneter in der Bezirksversammlung. Im Oktober 1997 zog er in die Hamburgische Bürgerschaft ein und gehörte ihr bis zu seiner Ernennung zum Staatsrat am 31. Januar 2002 an. 
Als Staatsrat diente Schulz von 2002 bis 2004 zunächst in der damaligen Behörde für Bau und Verkehr, von 2004 bis 2006 in der Behörde für Inneres sowie von 2006 bis 2008 in der Justizbehörde. Im Mai 2008 wurde er erneut zum Staatsrat in der Innenbehörde (seit 1. Oktober 2010 Behörde für Inneres und Sport) ernannt und war nach dem Bruch der schwarz-grünen Koalition im November 2010 bis März 2011 auch für die Justizbehörde zuständig.
Am 9. Mai 2012 wurde er auf Vorschlag des neugewählten SPD-Senats von der Bürgerschaft zum Präsidenten des Rechnungshofes der Freien und Hansestadt Hamburg gewählt. Dabei verfehlte er im ersten Wahlgang die erforderliche Zweidrittelmehrheit knapp, wurde jedoch im zweiten Wahlgang gewählt und trat sein Amt im Juni 2012 an. Eine Klage von Grünen, FDP und Linken gegen die Zulässigkeit des zweiten Wahlgangs wurde vom Hamburgischen Verfassungsgericht Anfang 2013 zurückgewiesen.